# Illusions (videogioco)
Illusions è un videogioco rompicapo a piattaforme pubblicato nel 1984 per la console ColecoVision e nel 1985 per i computer Commodore 64 e MSX. Si svolge in ambienti tridimensionali dalla prospettiva surreale, che ricordano certi disegni con illusione ottica di Maurits Cornelis Escher, in particolare le scalinate impossibili e il cubo impossibile.
Il gioco venne sviluppato dall'azienda francese Nice Ideas s.a., un'ex divisione della Mattel, con sede al Sophia-Antipolis. L'azienda sviluppò pochi titoli per console (più alcuni mai commercializzati), pubblicati da altre editrici, in particolare la Coleco per i titoli ColecoVision; nel caso dei titoli per computer la Nice Ideas fece anche da editrice in Francia (con VIFI International come distributrice).
Insieme a quella per ColecoVision venne sviluppata anche una versione di Illusions per Intellivision, ma rimase non pubblicata; solo nel 2012 ne uscì un'edizione homebrew per il retrogaming. Anche per la versione Commodore 64, sebbene funzionante e recensita da Tilt 28, ci sono dubbi sull'effettiva pubblicazione commerciale.

## Modalità di gioco
Illusions consiste in due tipi di livelli che si alternano. Il giocatore controlla sempre, simultaneamente e in tempo reale, uno o più esserini con l'aspetto di masse informi e saltellanti, chiamati Gleebs nell'edizione in inglese per ColecoVision o Speeps in quelle francesi per computer. In tutti i livelli la sconfitta è causata dall'esaurimento del tempo.
I livelli dispari si svolgono su una sorta di castello con visuale isometrica, lungo camminamenti e scalinate che formano un percorso intrecciato e paradossale. Si controllano inizialmente quattro Gleeb, il cui obiettivo è fondersi tutti insieme per formare un unico esserino, che poi può completare il livello uscendo attraverso uno specchio. Quando due Gleeb si incontrano si uniscono in un unico Gleeb delle stesse dimensioni. Il problema è che tutti i Gleeb si muovono costantemente lungo il percorso, nello stesso verso e alla stessa velocità. Il giocatore può far cambiare il verso di movimento solo a tutti i Gleeb contemporaneamente. Può inoltre comandare a tutti di saltare in su o in giù, per passare direttamente a un altro tratto del percorso; il salto è possibile solo in certi punti delle scalinate, ma il comando viene memorizzato da ogni Gleeb, che salterà non appena si troverà in una posizione che lo permette.
Avanzando nei livelli entrano in gioco anche delle lucertole, che arrivano arrampicandosi e poi rotolano lungo il percorso. Se una lucertola incontra un Gleeb quando è sulle scalinate, si genera un nuovo Gleeb che dovrà essere unito agli altri. I Gleeb contemporaneamente in campo non sono mai più di quattro, ma quelli in eccesso vengono comunque memorizzati e appaiono appena possibile. Quando si hanno meno di tre Gleeb se ne possono generare altri anche con il solo passare del tempo. Occasionalmente compaiono secchi d'acqua che i Gleeb possono rovesciare; l'acqua scivola lungo il percorso e se tocca una lucertola la trasforma in un innocuo pesce, che può essere raccolto dai Gleeb per ottenere un bonus di tempo. Ma i pesci non raccolti dopo un po' si trasformano in uccelli, che possono invece sottrarre il tempo se raggiungono un Gleeb.
Nei livelli pari, anziché sul castello, i percorsi sono lungo gli spigoli di un cubo surreale. Stavolta, al contrario, si comincia con un Gleeb e lo si deve dividere in quattro, per poi farli fuggire tutti attraverso uno specchio. Il colore di un Gleeb indica da quanti Gleeb unitari è formato. Sul cubo non è possibile saltare, ma in modo simile si può dare il comando di svoltare quando si raggiunge uno dei vertici, sdoppiando il Gleeb nella biforcazione. Tuttavia se due Gleeb si incontrano si riuniscono di nuovo. Anche nei livelli pari, più avanti entrano in gioco gli stessi nemici. Le lucertole sono pericolose solo sugli spigoli non verticali e aumentano il numero di Gleeb da dividere. Non è presente l'acqua, ma dopo un po' le lucertole si trasformano spontaneamente in pesci.
A inizio partita sono selezionabili quattro livelli di difficoltà. Due giocatori possono partecipare solo in modo alternato e indipendente.

## Accoglienza
La versione ColecoVision, concepita per il mercato americano, vendette oltre 15000 cartucce. La stampa francese giudicò di solito positivamente la versione MSX, apprezzando in particolare l'originalità del gioco, ma la rivista Tilt lo giudicò medio, trovandolo difficile e poco intuitivo. La versione Commodore 64 fu apprezzata da Microdor per l'originalità e anche per gli effetti ottici.